# Alan Michael
Alen J. Matkoviç (Rijeka, Joegoslavië), 20 juli 1970, bekend als Alan Michael, is een voormalig Nederlands-Pools zanger, songwriter en producer. In 1987 kreeg hij in Polen en Nederland bekendheid door zijn deelname aan het Sopot International Song Festival. Hij kwam op de vijfde plaats met het nummer "Romeo and Juliet". Na enkele singles uitgebracht te hebben bij platenlabels WEA, Arston en CBS, bracht hij in 1988 zijn debutalbum "Alan Michael" uit bij het Poolse label Pronit. Michael bespeelde zelf alle instrumenten en nam het album op in Krakow.
In 1989 bracht hij bij CBS zijn tweede album uit, "The Winning Edge". Het album is voornamelijk een herproductie van zijn debutalbum, maar bevatte wel een aantal nieuwe nummers. Het album werd opgenomen in de studio "Summerlance" te Zeist, door Marcel Schimscheimer en Ronald Sommer.
In 1992 maakte hij de overstap naar Red Bullet en bracht zijn derde album uit, "One For A While". Het album werd door Attie Bauw geproduceerd. Achtergrondvocalen werden onder andere door Jody Pijper verzorgd.
Na een aantal jaar als artiest te hebben gewerkt besloot hij om te gaan songs te gaan schrijven voor andere artiesten, om zich vervolgens terug te trekken uit de muziekindustrie.
Hij heeft een zoon en woont tegenwoordig in Zandvoort. Hij runde daar langere tijd het door hemzelf opgezette AM Studio's.